# Sicya aurunca
Sicya aurunca là một loài bướm đêm trong họ Geometridae.